# Kramer (Familienname)
Kramer ist ein Familienname.

## Herkunft und Bedeutung
Der Familienname Kramer geht zurück auf den Beruf des Krämers, der „in der Krambude“ oder „in dem krame“ seiner Tätigkeit nachging. Verschiedene Namensformen von Kramer reichen mindestens bis ins 15. Jahrhundert zurück.
Kramer ist ein Berufsname und bedeutet „Händler“.
Der Kramer/Krämer hatte ursprünglich nur „einen Kram“ – eine Krambude oder einen Kramladen. Somit war er Kleinkaufmann oder auch Hausierer. Das Wort „Kram“ kommt aus dem Mittelhochdeutschen und meint die „Zeltdecke“, „Bude“, dann „Ware“. Zunächst war damit also eine Stoffüberdachung gemeint, unter der die Marktgeschäfte stattfanden. Erst später übertrug sich die Wortbedeutung auf die Ware selbst.
Varianten zu diesem Namen sind Krähmer, Krahmer, Krammer, Kramarz, Kramarsch, Krambehr, Kramarczyk, Kramski, Kramsky, Cramer.

## Varianten
- Cramer, Krämer, Kremer, Cremer

## Namensträger

### A
- Adolf Kramer (1871–1934), deutscher Schachspieler
- Alan R. Kramer (* 1954), irischer Historiker
- Albert Kramer (Politiker) (1882–1943), österreichisch-slowenischer Politiker und Journalist
- Albert Kramer (Beamter) (1887–1942), deutscher Kommunalbeamter, Kölner Stadt- und Finanzdirektor, siehe Liste der Stolpersteine im Kölner Stadtteil Neustadt-Nord
- Albert A. Kramer (1923–1988), US-amerikanischer Politiker, Mitglied des Michigan House of Representatives
- Alexander Kramer (* um 1986), deutscher Kanupolo-Spieler
- Alexandr Kramer (1946–2012), tschechischer Journalist und Schriftsteller
- Alfred Kramer (SS-Mitglied) (1898–1946), deutscher SS-Oberscharführer
- Alfred Kramer (Fußballspieler) (1904–1996), deutscher Fußballtorwart
- Alfred Kramer (Musiker) (* 1965), Schweizer Musiker
- Andre Kramer (* 1979), deutscher Comedian und Autor
- Andreas Kramer (Maler) (* 1959), deutscher Maler, Holzschneider, Buchkünstler und Autor
- Andreas Kramer (Leichtathlet) (* 1997), schwedischer Leichtathlet
- Anke Feiler-Kramer (* 1967), deutsche Archäologin, Betriebswirtin und Künstlerin
- Ann-Kathrin Kramer (* 1966), deutsche Schauspielerin
- Antje Kramer (* 1969), deutsche Mountainbikerin
- Anton Kramer (1908–1983), deutscher Politiker (CDU), MdL Württemberg-Hohenzollern
- Arnold Kramer (1863–1918), deutscher Bildhauer
- Arvid Kramer (* 1956), US-amerikanisch-deutscher Basketballspieler und Sportmanager
- August Kramer (Erfinder) (1817–1885), deutscher Erfinder
- August Kramer (Politiker) (1900–1979), deutscher Politiker (NSDAP), MdR
- Axel Kramer (* 1946), deutscher Hygieniker, Umweltmediziner und Hochschullehrer

### B
- Barbara Wollrath-Kramer (* 1952), deutsche Schauspielerin und Regisseurin
- Bärbel Kramer (geb. Bärbel Krebber; * 1948), deutsche Papyrologin
- Bastian Kramer (~ 1530), deutscher Baumeister
- Ben Kramer (Basketballspieler) (1913–1999), US-amerikanischer Basketballspieler
- Ben Kramer (* 1957), US-amerikanischer Politiker der Demokratischen Partei, siehe Benjamin F. Kramer
- Benedikt Maria Kramer (* 1979), deutscher Autor
- Bernd Kramer (1940–2014), deutscher Verleger, siehe Karin Kramer Verlag
- Bernd Kramer (Biologe) (* 1943), deutscher Verhaltensbiologe und Hochschullehrer
- Bernd Kramer (Journalist) (* 1984), deutscher Journalist und Sachbuchautor
- Bernhard Kramer (* 1942), deutscher Physiker
- Bettina Kramer (* 1962), deutsche Schauspielerin
- Billy J. Kramer (* 1943), englischer Sänger, siehe Billy J. Kramer & the Dakotas
- Blaž Kramer (* 1996), slowenischer Fußballspieler
- Boaz Kramer (* 1978), israelischer Rollstuhltennisspieler
- Brigitte Kramer (* 1954), deutsche Dramaturgin, Filmregisseurin und -produzentin

### C
- Carl Kramer (Architekt) (1929–1998), Schweizer Architekt
- Carl Kramer (Ingenieur) (* 1936), deutscher Ingenieur und Hochschullehrer
- Carl August Kramer (1807–1895), deutscher Politiker
- Casey Kramer (1955–2023), US-amerikanische Schauspielerin
- Cecilie Breil Kramer (* 1987), dänische Fußballspielerin
- Charles Kramer (1879–1943), US-amerikanischer Politiker (Demokratische Partei)
- Chris Kramer (Musiker) (* 1970), deutscher Bluesmusiker
- Chris Kramer (Basketballspieler) (* 1988), US-amerikanischer Basketballspieler
- Christian Kramer (Komponist) (1781–1834), deutsch-britischer Komponist und Dirigent
- Christian Kramer (Triathlet) (* 1983), deutscher Triathlet
- Christiane Schröter (1907–1979), deutsche Sportpädagogin
- Christine Kramer (* 1954), deutsche Juristin und Verwaltungsjuristin
- Christoph Kramer (* 1991), deutscher Fußballspieler
- Clare Kramer (* 1974), US-amerikanische Schauspielerin
- Cornelia Kramer (* 2002), dänische Fußballspielerin

### D
- Daniel Kramer (Jazzpianist) (* 1960), ukrainisch-russischer Jazzpianist
- Daniel Kramer (Spezialeffektkünstler), US-amerikanischer Spezialeffektkünstler
- Daniel Kramer (Musikproduzent) (* 1976), deutscher Keyboarder, Musikproduzent und Sounddesigner
- David Kramer (Sänger) (* 1951), südafrikanischer Sänger
- David Kramer (Fußballspieler) (* 1972), US-amerikanischer Fußballtorwart und Torwarttrainer
- David Kramer (Schauspieler) (* 1978), deutscher Schauspieler
- David J. Kramer (* 1964), US-amerikanischer Politiker
- Dennis Kramer (1992–2023), US-amerikanisch-deutscher Basketballspieler
- Dieter Kramer (Rennfahrer), deutscher Motorradrennfahrer
- Dieter Kramer (Ethnologe) (* 1940), deutscher Ethnologe, Kulturwissenschaftler und Hochschullehrer
- Dieter Kramer (Fußballspieler) (* 1959), deutscher Fußballspieler
- Dietgard Kramer-Lauff (1938–2005), deutsche Sportwissenschaftlerin und Hochschullehrerin
- Diether Kramer (1942–2016), österreichischer Prähistoriker und Mittelalterarchäologe
- Dietrich Kramer (1939–2016), deutscher Physiker
- Dirk Kramer (* 1960), deutscher Nordischer Kombinierer

### E
- Eckart Kramer (* 1961/1962), deutscher Landwirtschaftsingenieur und Hochschullehrer
- Eddie Kramer (* 1941), britischer Tontechniker und Produzent
- Edith Kramer (1916–2014), österreichische Malerin und Kunsttherapeutin
- Edmond Kramer (1906–1945), Schweizer Fußballspieler
- Edna Kramer (1902–1984), US-amerikanische Mathematikerin und Hochschullehrerin
- Eduard Kramer (1874–??), galizischer Architekt
- Eileen Kramer (1914–2024), australische Tänzerin, Choreografin, Malerin und Autorin
- Elisabeth Kramer (Bildhauerin) (* 1980), deutsche Bildhauerin und bildende Künstlerin
- Elisabeth Ellison-Kramer (* 1964), österreichische Botschafterin
- Elmar Kramer (1934–2022), deutscher Anwalt, Museumsleiter, Heimatforscher und Autor
- Emil Kramer (* 1949/1950), deutscher Lehrer und Heimatforscher
- Eric Allan Kramer (* 1962), US-amerikanischer Schauspieler
- Erich Kramer (Schriftsteller, 1885) (1885–1968), deutscher Schriftsteller
- Erich Kramer, kolportierter Geburtsname von Erich Maria Remarque (geb. Erich Paul Remark; 1898–1970), deutscher Schriftsteller
- Erich Kramer (Beamter), deutscher Finanzbeamter
- Ernst Kramer (1909–1993), deutscher Architekt und Heimatforscher
- Ernst A. Kramer (* 1944), schweizerisch-österreichischer Rechtswissenschaftler
- Erwin Kramer (1902–1979), deutscher Politiker (SED)
- Eugen Kramer (1921–2004), Schweizer Herpetologe

### F
- Felix Kramer (Schauspieler) (* 1973), deutscher Schauspieler
- Felix Kramer (Musiker) (* 1994), österreichischer Liedermacher
- Ferdinand Kramer (Schauspieler) (1816–1888), deutscher Schauspieler
- Ferdinand Kramer (Architekt) (1898–1985), deutscher Architekt
- Ferdinand Kramer (Historiker) (* 1960), deutscher Historiker
- Francisco Villagrán Kramer (1927–2011), guatemaltekischer Politiker
- Frank Kramer (Radsportler) (1880–1958), US-amerikanischer Radrennfahrer
- Frank Kramer, Pseudonym von Gianfranco Parolini (1925–2018), italienischer Filmregisseur
- Frank Kramer (Fußballspieler, 1947) (* 1947), niederländischer Fußballspieler
- Frank Kramer (Fußballspieler, 1960) (* 1960), deutscher Fußballspieler
- Frank Kramer (Fußballspieler, 1972) (* 1972), deutscher Fußballspieler und -trainer
- Franz Kramer (1900–1993), österreichischer römisch-katholischer Geistlicher, siehe Maurus Kramer
- Franz Kramer (Heimatforscher) (1902–1978), deutscher Lehrer und Heimatforscher
- Franz Albert Kramer (1900–1950), deutscher Journalist und Publizist
- Franz Max Albert Kramer (1878–1967), deutscher Neurologe und Psychiater
- Friedrich Kramer (Bauingenieur), deutscher Architekt im ehemaligen Deutsch-Südwestafrika und Qingdao
- Friedrich Kramer (Politiker) (* 1938), deutscher Politiker (CDU)
- Friedrich Kramer (Bischof) (* 1964), deutscher Geistlicher, Bischof der Evangelischen Kirche in Mitteldeutschland
- Friedrich-Wilhelm Kramer (* 1947), deutscher Hörfunk-Redakteur, Direktor des NDR-Landesfunkhauses Schleswig-Holstein
- Friso Kramer (1922–2019), niederländischer Industrie- und Möbeldesigner, Innenarchitekt und Hochschullehrer
- Fritz Kramer (Politiker, 1876) (1876–1957), Schweizer Politiker
- Fritz Kramer (Radsportler) (1893–??), deutscher Radrennfahrer
- Fritz Kramer (Politiker, II), deutscher Politiker
- Fritz Kramer (Pädagoge) (1919–2006), deutscher Lehrer und Philatelist
- Fritz W. Kramer (1941–2022), deutscher Ethnologe

### G
- Georg Kramer (1907–nach 1967), deutscher Industriemanager
- Gerhard Kramer (Politiker, 1904) (1904–1973), deutscher Jurist und Politiker (SPD)
- Gerhard Kramer (Politiker, 1906) (1906–nach 1958), deutscher Diplomat und Politiker (CSU)
- Gerhard Kramer (Musikkritiker) (1934–2015), österreichischer Jurist, Musikkritiker und Dirigent
- Gerhard Kramer (Architekt) (* 1949), deutscher Architekt und Hochschullehrer
- Gerhard Kramer (Nachrichtentechniker) (* 1970), kanadischer Nachrichtentechniker
- Gernot Kramer (1928–2000), deutscher Architekt und Hochschullehrer
- Gorni Kramer (eigentlich Francesco Kramer Gorni; 1913–1995), italienischer Orchesterleiter, Komponist, Produzent und Arrangeur
- Gottfried Kramer (1925–1994), deutscher Schauspieler und Synchronsprecher
- Greg Kramer (1961–2013), kanadischer Schauspieler und Autor
- Gustav Kramer (Philologe) (1806–1888), deutscher Philologe
- Gustav Kramer (Zoologe) (1910–1959), deutscher Zoologe und Ornithologe
- Gustav Kramer (Physiker) (* 1932), deutscher theoretischer Physiker
- Gustav Arne Kramer (1934–2019), norwegischer Drehbuchautor, Jazzmusiker und Instrumentalist

### H
- Hans Kramer (Baumeister) († 1577), deutscher Baumeister
- Hans Kramer (Forstmann) (1896–1982), deutscher Forstmann
- Hans Kramer (Politiker) (1903–1980), deutscher Politiker (SPD), MdL Bayern
- Hans Kramer (Historiker) (1906–1992), österreichischer Historiker und Hochschullehrer
- Hans Kramer (Geograph) (1922–1985), deutscher Ökonom, Geograph und Afrikawissenschaftler
- Hans Kramer (Theologe) (1936–2021), deutscher Moraltheologe
- Hans Kramer (Handballspieler) (1948–2013), deutscher Handballspieler
- Hans-Georg Kramer, deutscher Musiker, Gambist, Leiter des Marais Consort, Dozent und Wasserpflanzenspezialist
- Harry Kramer (1925–1997), deutscher Künstler und Hochschullehrer
- Hartwin Kramer (1939–2012), deutscher Jurist und Richter
- Heinrich Kramer (um 1430–1505), deutscher Inquisitor
- Heinrich Kramer (Goldschmied) († 1632), deutscher Goldschmied
- Heinrich Kramer (Politiker) (1856–1934), deutscher Schriftsteller und Politiker (SPD), MdL Waldeck
- Heinrich Kramer (Lichtdesigner) (* 1941), deutscher Lichtdesigner
- Heinz Kramer (1925–1965), deutscher Sportschütze, siehe Karl-Heinz Kramer (Sportschütze)
- Heinz Kramer (Drehbuchautor), deutscher Drehbuchautor
- Heinz Kramer (Politikwissenschaftler) (* 1945), deutscher Politikwissenschaftler
- Heinz Josef Kramer (1928–2023), deutscher Numismatiker, Kunstsammler und Kurator
- Helgard Kramer (* 1947), deutsche Soziologin und Hochschullehrerin
- Helmut Kramer (* 1930), deutscher Jurist und Rechtshistoriker
- Helmut Kramer (Theologe) (1910–2011), deutscher Theologe und Geistlicher
- Helmut Kramer (Wirtschaftswissenschaftler) (1939–2023), österreichischer Wirtschaftswissenschaftler und Hochschullehrer
- Helmut Kramer (Politikwissenschaftler) (* 1940), österreichischer Politikwissenschaftler und Hochschullehrer
- Henning Christoph Kramer (* 1940), deutscher Kirchenjurist
- Herman F. Kramer (1892–1964), US-amerikanischer Generalmajor
- Hermann Kramer (1808–nach 1866), deutscher Maler und Kupferstecher
- Hilaria Kramer (* 1967), Schweizer Jazzmusikerin
- Hilde Kramer (Illustratorin) (* 1960), norwegische Illustratorin
- Hilde Kramer-Fitzgerald (1900–1974), deutsche Vertreterin der Arbeiterbewegung und britische Sozialarbeitswissenschaftlerin
- Hilton Kramer (1928–2012), US-amerikanischer Journalist
- Horst Kramer (1924–2015), deutscher Forstwissenschaftler
- Horst Kramer (Philosoph) (1938–2015), deutscher Philosoph und Hochschullehrer
- Horst E. A. Kramer (* 1936), deutscher Chemiker
- Hubertus Kramer (1959–2022), deutscher Politiker

### I
- Ina Kramer (1948–2023), deutsche Grafikerin und Autorin
- Ingo Kramer (* 1953), deutscher Unternehmer und Arbeitgeberfunktionär
- Iris Kramer (* 1960), deutsche Jazzmusikerin
- Irmgard Kramer (* 1969), österreichische Autorin

### J
- J. Heinrich Kramer (1907–1986), deutscher Unternehmer und Politiker (FDP)
- Jack Kramer (1921–2009), US-amerikanischer Tennisspieler
- Jacob Kramer (1892–1962), britischer Maler
- Jana Kramer (* 1983), US-amerikanische Schauspielerin und Country-Sängerin
- Jane Kramer (* 1938), US-amerikanische Journalistin und Schriftstellerin
- Jenny Kramer, Geburtsname von Jenny Schack (Politikerin, 1981) (* 1981), deutsche Politikerin (CSU), MdL Bayern
- Jens Johannes Kramer (Jo Kramer; * 1957), deutscher Schriftsteller und Sachbuchautor
- Jeroen Kramer (* 1956), niederländischer Moderator, Sprecher und Sänger
- Jerry Kramer (Footballspieler) (* 1936), US-amerikanischer American-Football-Spieler und Autor
- Jerry Kramer (Regisseur), US-amerikanischer Regisseur und Produzent
- Jessy Kramer (* 1990), niederländische Handballspielerin
- Joey Kramer (* 1950), US-amerikanischer Schlagzeuger
- Johann Kramer (Fußballspieler) (* 1962), rumänischer Fußballspieler
- Johann Leonhard Kramer (1659–1741), deutscher Maler
- Johannes Kramer (Kunsthistoriker) (1885–1915), deutscher Kunsthistoriker
- Johannes Kramer (Politiker, 1893) (1893–nach 1958), deutscher Architekt und Politiker (Ost-CDU)
- Johannes Kramer (Physiker) (1905–1975), deutscher Physiker
- Johannes Kramer (Sprachwissenschaftler) (1946–2023), deutscher Romanist und Klassischer Philologe
- Johannes Kramer (Politiker, 1967) (* 1967), niederländischer Politiker (FNP)
- Jonathan D. Kramer (1942–2004), US-amerikanischer Komponist, Musikwissenschaftler und -pädagoge
- Joris Kramer (* 1996), niederländischer Fußballspieler
- Josef Kramer (1906–1945), deutscher SS-Hauptsturmführer
- Josefine Kramer (Psychologin) (1906–1994), deutsch-schweizerische Psychologin und Heilpädagogin
- Josefine Kramer-Glöckner (1874–1954), österreichische Volksschauspielerin
- Joseph von Kramer (1841–1908), deutscher Bildhauer
- Joseph Kramer (Architekt) (1880–1929), Schweizer Architekt
- Josh Kramer (1956–2023), US-amerikanischer Filmproduzent
- Jost Kramer (1960–2012), deutscher Betriebswirt
- Jowita Kramer, deutsche Indologin
- Jürg Kramer (* 1956), Schweizer Mathematiker
- Jürgen Kramer (Anglist) (* 1946), deutscher Anglist
- Jürgen Kramer (1948–2011), deutscher Künstler und Philosoph
- Jurij Kramer (* 1940), deutscher Schauspieler, Drehbuchautor und Regisseur

### K
- Kane Kramer (* 1956), britischer Erfinder
- Karin Kramer (1939–2014), deutsche Verlegerin, siehe Karin Kramer Verlag
- Karl Kramer (Pfarrer) (1881–1945), deutscher Priester
- Karl Kramer (Steinmetz) (1921–2017), deutscher Steinmetz und Verbandsfunktionär
- Karl-Heinz Kramer (Radsportler) (1914–??), deutscher Radsportler
- Karl-Heinz Kramer (Dokumentarfilmer) (1924–2006), deutscher Dokumentarfilmer
- Karl-Heinz Kramer (Sportschütze) (1925–1965), deutscher Sportschütze
- Karl Sigismund Kramer (1759–1808), deutscher Arzt, Schriftsteller und Übersetzer
- Karl-Sigismund Kramer (1916–1998), deutscher Historiker und Ethnologe
- Karsten Kramer (* 1973), deutscher Schauspieler und Synchronsprecher
- Katharina Kramer (* 1968), österreichische Journalistin und Fernsehmoderatorin
- Ken Kramer (* 1942), US-amerikanischer Politiker
- Kendall Kramer (* 2002), US-amerikanische Skilangläuferin
- Kerstin Kramer (* 1977), deutsche Schauspielerin
- Kilian Kramer (* 1989), deutscher Pokerspieler
- Kirsten Kramer (* 1964), deutsche Romanistin, Literaturwissenschaftlerin und Hochschullehrerin
- Kurt Kramer (Mediziner) (1906–1985), deutscher Physiologe und Hochschullehrer
- Kurt Kramer (Glockensachverständiger) (* 1943), deutscher Glockensachverständiger
- Kurt Kramer (Maler) (1945–2008), österreichischer Maler und Grafiker

### L
- Larry Kramer (1935–2020), US-amerikanischer Autor und Dramatiker
- Leonie Judith Kramer (1924–2016), australische Literaturwissenschaftlerin
- Leopold Kramer (Mediziner) (1865–1944), tschechischer Psychiater
- Leopold Kramer (Schauspieler) (1869–1942), österreichischer Schauspieler und Theaterleiter
- Linus Kramer (* 1964), deutscher Mathematiker und Hochschullehrer
- Lorenz Kramer (1941–2005), deutsch-italienischer Physiker
- Lotte Kramer (* 1923), deutsch-britische Schriftstellerin
- Ludwig Kramer (Landvogt) (1420–1491), Schweizer Beamter, Politiker und Richter
- Ludwig Kramer (Schauspieler) (um 1790–nach 1853), deutscher Schauspieler, Regisseur und Theaterdirektor
- Ludwig von Kramer (1840–1908), deutscher Maler, Illustrator und Restaurator
- Ludwig Kramer (Schriftsteller) (* 1959), deutscher Sozialpädagoge und Schriftsteller
- Lukas Kramer (1941–2025), deutscher Maler
- Lutz Ludwig Kramer (* 1954), deutscher Musiker und Kommunarde

### M
- Maj-Britt Kramer (1963–2023), dänische Jazzmusikerin
- Manfred Kramer (1939–2025), deutscher Politiker (CDU)
- Manuel Kramer (* 1989), österreichischer Skirennläufer
- Marcel Kramer (* 1977), deutscher Politiker (AfD)
- Maria Kramer (Schauspielerin) (1906–1980), österreichische Schauspielerin
- Maria Kublitz-Kramer, deutsche Literaturwissenschaftlerin
- Mario Kramer (* 1956), deutscher Kunsthistoriker und Kurator
- Mariska Kramer-Postma (* 1974), niederländische Duathletin und Triathletin
- Marita Kramer (* 2001), österreichische Skispringerin
- Mark Kramer (Musiker, 1945) (* 1945), US-amerikanischer Jazzmusiker
- Mark Kramer (* 1958), US-amerikanischer Musiker, Komponist und Musikproduzent, siehe Kramer (Musiker)
- Mark Kramer (Historiker) (* 1967), US-amerikanischer Historiker
- Martin Kramer (Mediziner) (1926–2011), deutscher Pharmakologe
- Martin Kramer (Theologe) (1933–2022), deutscher Theologe und Pfarrer
- Martin Kramer (Politikwissenschaftler) (* 1954), US-amerikanischer Politikwissenschaftler und Orientalist
- Martin Kramer (Tiermediziner) (* 1961), deutscher Tierarzt und Hochschullehrer
- Mathilde Kramer (* 1993), dänische Leichtathletin
- Matthew Kramer (* 1959), US-amerikanischer Philosoph
- Matthias Kramer (Sprachwissenschaftler) (auch Matthias Krämer; 1640–1729), deutscher Fremdsprachendidaktiker, Grammatiker und Lexikograf
- Matthias Kramer (Agrarwissenschaftler) (1893–1959), deutscher Agrarwissenschaftler und Hochschullehrer
- Matthias Kramer (Instrumentenbauer), deutscher Instrumentenbauer
- Matthias Kramer (Wirtschaftswissenschaftler) (* 1959), deutscher Wirtschaftswissenschaftler und Hochschullehrer
- Mauritius Kramer (1646–1702), deutscher Theologe und Kirchenlieddichter
- Max Kramer (Ingenieur) (1903–1986), deutscher Luftfahrtingenieur
- Max Kramer (Golfspieler) (* 1984), deutscher Golfspieler
- Michael Kramer (Bildhauer) (* 1951), deutscher Bildhauer
- Michael Kramer (Astronom) (* 1967), deutscher Astronom
- Michiel Kramer (* 1988), niederländischer Fußballspieler

### N
- Nicole Kramer (* 1978), deutsche Historikerin und Hochschullehrerin
- Nikolaus Kramer (* 1976), deutscher Politiker (AfD)
- Nina Kramer, Pseudonym von Nina George (* 1973), deutsche Schriftstellerin und Journalistin

### O
- Olaf Kramer (* 1970), deutscher Rhetoriker und Literaturwissenschaftler
- Oscar Kramer (1835–1892), österreichischer Fotograf
- Oskar Kramer (1871–1946), deutscher Architekt
- Otto Kramer (Unternehmer) (1867–1934), deutscher Unternehmer
- Otto Kramer (Jurist) (1868–1956), Verwaltungsjurist und Abgeordneter des Kurhessischen Kommunallandtages
- Otto Kramer (Politiker) (1880–nach 1950), deutscher Politiker (LDP)
- Otto Kramer (Gärtner) (1883–1972), estnischer Gärtner und Pflanzenzüchter
- Otto Kramer (Philologe) (1887–??), deutscher Klassischer Philologe

### P
- Pascale Kramer (* 1961), Schweizer Schriftstellerin
- Paul Kramer (1842–1898), deutscher Lehrer und Biologe
- Peter Kramer (* 1933), deutscher Physiker
- Petrus Kramer (1600–??), deutscher Orgelbauer
- Piet Kramer (1881–1961), niederländischer Architekt

### R
- Rachel Kramer Bussel (* 1975), US-amerikanische Autorin, Bloggerin und Herausgeberin
- Ramon Kramer (* 1964), deutscher Filmkomponist, Filmemacher, Buchautor und Musikproduzent
- Reinhard Kramer (* 1937), deutscher Radrennfahrer und Sportfunktionär
- René Kramer (Handballspieler) (* 1969), österreichischer Handballspieler und -trainer
- René Kramer (Eishockeyspieler) (* 1987), deutscher Eishockeyspieler
- Richard Kramer (1895–1974), deutscher Politiker (KPD), MdL Preußen
- Richard A. Kramer (* 1938), US-amerikanischer Musikwissenschaftler
- Robert Kramer (Politiker) (1856–1946), deutscher Politiker (SPD), MdL Baden
- Robert Kramer (Filmemacher) (1939–1999), US-amerikanischer Filmemacher
- Rolf Kramer (Theologe) (1930–2008), deutscher evangelischer Theologe und Hochschullehrer
- Rolf Kramer (Journalist) (* 1938), deutscher Sportreporter
- Rolf Kramer (Politiker) (* 1949), deutscher Politiker (SPD)
- Rüdiger Kramer (1953–2017), deutscher Zeichner und Maler
- Rudolf Kramer (Autor) (1843/1844–1904), deutscher Journalist und Geflügelzuchtautor
- Rudolf von Kramer (Maler) (1878–1967), deutscher Maler und Hochschullehrer
- Rudolf von Kramer (Offizier), deutscher Offizier und Autor
- Rudolf Kramer (Radsportler) (1886–??), österreichischer Radsportler
- Rudolf Joseph von Kramer (1809–1874), deutscher Architekt und Hochschullehrer

### S
- Sabine Kramer (Theologin) (* 1962),  deutsche evangelische Theologin
- Sabine Kramer (Leichtathletin) (* 1969), deutsche Leichtathletin
- Samuel Noah Kramer (1897–1990), US-amerikanischer Sumerologe
- Sebastian Kramer (* 1976), deutscher Manager und Sportfunktionär
- Siegfried Kramer (Architekt) (1877–1914), österreichischer Architekt und Baumeister
- Siegfried Kramer (Radsportler) (* 1951), deutscher Radrennfahrer
- Simon Kramer (1785–1809), österreichischer Räuber
- Simpert Kramer (1679–1753), deutscher Baumeister, siehe Simpert Kraemer
- Stanley Kramer (1913–2001), US-amerikanischer Regisseur und Produzent
- Stefan Kramer (Sinologe) (* 1966), deutscher Sinologe und Medienwissenschaftler
- Stefan Kramer (Informatiker) (* 1970), österreichischer Informatiker und Hochschullehrer
- Stella Kramer, Geburtsname von Stella Krüger (* 1989), deutsche Handballspielerin
- Stepfanie Kramer (* 1956), US-amerikanische Schauspielerin
- Stephan J. Kramer (* 1968), deutscher Sozialpädagoge, Verfassungsschützer und Verbandsfunktionär
- Su Kramer (Gudrun Kramer;* 1946), deutsche Sängerin
- Susan Kramer, Baroness Kramer (* 1950), britische Politikerin
- Susanne Kramer-Friedrich (1935–2021), Schweizer Studienleiterin und Publizistin
- Sven Kramer (Literaturwissenschaftler) (* 1961), deutscher Literatur- und Kulturwissenschaftler
- Sven Kramer (Schauspieler) (* 1968), deutscher Schauspieler, Drehbuchautor und Regisseur
- Sven Kramer (Eisschnellläufer) (* 1986), niederländischer Eisschnellläufer

### T
- Theodor von Kramer (1852–1927), deutscher Architekt
- Theodor Kramer (Landrat) (1876–1921), deutscher Verwaltungsjurist, Landrat in Ostpreußen und Pommern
- Theodor Kramer (Lyriker) (1897–1958), österreichischer Lyriker
- Theodor Kramer (Historiker) (1899–1980), deutscher katholischer Geistlicher, Domkapitular, Historiker und Archivar
- Thomas Kramer (* 1959), deutscher Literaturwissenschaftler
- Thorsten Kramer (* 1962), deutscher Ingenieur und Manager
- Tim Kramer (* 1995), Schweizer Unihockeyspieler
- Tommy Kramer (* 1955), US-amerikanischer American-Football-Spieler

### U
- Urs Kramer (* 1971), deutscher Jurist
- Ursula Kramer (* 1960), deutsche Musikwissenschaftlerin und Hochschullehrerin
- Uwe Kramer (* 1958), deutscher Schauspieler und Synchronsprecher

### V
- Viola Kramer (* 1960), deutsche Pianistin und Komponistin

### W
- Walter Kramer (Pädagoge) (1892–1956), deutscher Pädagoge, Germanist, Hochschullehrer und Schriftsteller
- Walter Kramer (Physiker) (1898–1958), deutscher Ingenieur, Physiker und Klimaforscher
- Walter Kramer (Goldschmied) (1902–1990), deutscher Gold- und Silberschmied
- Walter Kramer (Politiker) (1903–1983), deutscher Politiker (NSDAP)
- Walter Kramer (Architekt) (1937–2010), niederländischer Architekt
- Walter R. Kramer (1914–1995), US-amerikanischer Badmintonspieler
- Wayne Kramer (Musiker) (1948–2024), US-amerikanischer Gitarrist, Sänger und Komponist
- Wayne Kramer (Regisseur) (* 1965), südafrikanischer Regisseur, Produzent und Drehbuchautor
- Werner Kramer (* 1930), Schweizer Theologe und Hochschullehrer
- Wilhelm Kramer (Orgelbauer) (1795–nach 1868), deutscher Orgelbauer
- Wilhelm Kramer (Mediziner) (1801–1875/1876), deutscher HNO-Arzt, insbesondere Ohrenkliniker
- Wilhelm Kramer (Komponist) (1808–??), deutscher Flötist, Arrangeur und Komponist
- Wilhelm Heinrich Kramer (1724–1765), deutsch-österreichischer Arzt und Naturforscher
- Willi Kramer (* 1949), deutscher Archäologe
- William Kramer (1884–1964), US-amerikanischer Langstreckenläufer
- Willy Kramer (1880–1940), deutscher Verwaltungsjurist
- Wolfgang Kramer (Chemiker) (1930–2016), deutscher Chemiker
- Wolfgang Kramer (Mineraloge) (* 1939), deutscher Mineraloge
- Wolfgang Kramer (* 1942), deutscher Spieleautor
- Wolfgang Kramer (Archivar) (* 1952), deutscher Archivar und Museumsleiter
- Wolfgang Kramer (Journalist) (1956–2015), deutscher Fernsehjournalist
- Wolfgang D. Kramer (1930–2015), deutscher Politiker (CDU)

### Y
- Yep Kramer (* 1957), niederländischer Eisschnellläufer

### Fiktive Figuren
- Cosmo Kramer, Figur aus Seinfeld, US-amerikanische Sitcom (1989 bis 1998), siehe Seinfeld #Cosmo Kramer
- John Kramer, Figur aus Saw, US-amerikanische Filmreihe (2004 bis 2023), siehe Jigsaw (Figur)
- Michael Kramer (Drama), Bühnenstück von Gerhart Hauptmann (1900)
- Kramer gegen Kramer, US-amerikanischer Film von Robert Benton (1979)